# Jakub Dohnálek
Jakub Dohnálek (ur. 12 stycznia 1988 w Vítkovie) – czeski piłkarz grający na pozycji środkowego obrońcy w czeskim klubie Slavoj Bruntál.

## Kariera klubowa
Dohnálek zaczął grać w piłkę nożną w wieku sześciu lat, w lokalnym klubie TJ Vítkov. W wieku dziesięciu lat przeniósł się do SFC Opavy, gdzie grał jako pomocnik. W Synot Lidze zadebiutował w wieku 16 lat w 30. kolejce sezonu 2003/2004 w meczu z Baníkiem Ostrawa, gdy pojawił się na boisku w 55. minucie, zmieniając Luboša Loučkę. W sezonie 2004/2005 został na stałe włączony do kadry pierwszego zespołu. Latem 2005, po spadku klubu, Dohnálek przeniósł się do Slovana Liberec. Obrońca przeplatał występy w pierwszej drużynie, spotkaniami w Slovanie B. W sezonie 2005/2006 rozegrał tylko dwa mecze ligowe i zdobył z klubem mistrzostwo kraju. W kolejnym rozegrał osiem spotkań. We wrześniu 2008 został wypożyczony do drugoligowego klubu Zenit Čáslav, a na początku 2009 wrócił do Slovana. W sezonie 2009/2010 Dohnálek związał się z drugoligowym FC Hlučín, w którym wystąpił 24 razy. w czerwcu 2010 obrońca przeniósł się do słowackiego Spartaka Trnawa. W latach 2012–2013 ponownie występował w SFC Opava. Później występował już w niższych ligach, reprezentując kolejno TJ Vítkov, FK Mikulovice oraz Slavoj Bruntál.

## Kariera reprezentacyjna
Obrońca występował w reprezentacjach młodzieżowych Czech od U-16 do U-20. 
Był podstawowym graczem reprezentacji U-20, która zdobyła srebrne medale na Mistrzostwach Świata do lat 20. w Kanadzie w 2007. Czesi w finale przegrali z Argentyną 1:2.

## Sukcesy

### Klubowe
Slovan Liberec
- Mistrzostwo Czech (1×): 2005/2006

### Reprezentacyjne
Czechy U-20
- Wicemistrzostwo Świata do lat 20. (1×): 2007